# Kamienica przy ulicy Królewskiej 5 w Krakowie
Kamienica przy ulicy Królewskiej 5 – zabytkowa kamienica znajdująca się w Krakowie, w dzielnicy V przy ul. Królewskiej 5 na rogu z ul. Józefitów 12, w Krowodrzy.
Kamienica została wzniesiona w 1914 roku, według projektu architekta Beniamina Torbe.
20 czerwca 1989 kamienica została wpisana do rejestru zabytków. Znajduje się także w gminnej ewidencji zabytków.